# 小出和明
小出 和明（こいで かずあき、1949年7月4日 - ）は、日本の男性声優。同人舎プロダクションに所属していた。東京都出身。

## 出演作品

### テレビアニメ
1975年
- 宇宙の騎士テッカマン（アイス星人、管制員）

1976年
- ゴワッパー5 ゴーダム（アナウンサー）

1977年
- 家なき子
- シートン動物記 くまの子ジャッキー（男B、カウボーイ2）
- まんが 花の係長

1979年
- サイボーグ009（ラインハルト博士）
- ルパン三世 (TV第2シリーズ)

1980年
- 未来ロボ ダルタニアス（通信兵）

1982年
- スペースコブラ（1982年 - 1983年）
- 魔法のプリンセス ミンキーモモ（ポリスC、兵隊）

1983年
- 銀河疾風サスライガー（隊長、バッドル、男C）
- 未来警察ウラシマン

1984年
- 宗谷物語（山口、先生）

1985年
- 蒼き流星SPTレイズナー（職員A、男B、ラッセル[1]、オペレーターB）
- 三国志（兵士）

1986年
- ゲゲゲの鬼太郎（第3作）（小堺）

1987年
- エスパー魔美（作業員、助手A、老人B、運転手、駐在、電話の声、質屋の主人、爺さん、豆腐屋、写真屋、工事のおじさん、村長、ラーメン屋、運転手A、管理人、仕切場の作業員、ガードマン、バス運転手）
- CITY HUNTER（ジャムカ[1]、助さん、運転手、男B、警備員A、執事[1]、美術商）
- プロゴルファー猿（1987年 - 1988年、ゴルファー、研修生C、委員長、ギャラリーA）

1988年
- 美味しんぼ（吉さん）
- CITY HUNTER2（権藤[1]、先輩、店長）
- 新プロゴルファー猿（先生）
- それいけ!アンパンマン（あくびどり〈初代〉）
- ビリ犬（パパ[3]）

1989年
- エスパー魔美（犯人、漁師）
- 美味しんぼ（編集長）
- おぼっちゃまくん（1989年 - 1992年、通掛聞造、たぬ造、通掛聞兵衛 他）
- CITY HUNTER3（セールスマン）
- ビリ犬なんでも商会（パパ[1]）

### 劇場アニメ
1980年
- あしたのジョー

1985年
- オーディーン 光子帆船スターライト（スペンサー）

1987年
- ルパン三世 風魔一族の陰謀（警官A[4]）

1988年
- エスパー魔美 〜星空のダンシングドール〜（作業員）

1989年
- ドラミちゃん ミニドラSOS!!!（スネ夫の秘書）

### OVA
1986年
- 魔女でもステディ

1990年
- 暗黒神話（医者）

### 吹き替え
- カリブの嵐（プワスキ）※フジテレビ版
- スペース1999（ロバート・マシアス）
- パットン大戦車軍団 ※日本テレビ新録版